# 白尾インターチェンジ
白尾インターチェンジ（しろおインターチェンジ）は、石川県かほく市白尾にあるのと里山海道と月浦白尾インターチェンジ連絡道路（石川県道56号七塚宇ノ気線）のインターチェンジ (IC) である。両道路を接続するジャンクションとしての機能もある。

## 歴史
- 1973年（昭和48年）8月15日：能登海浜道路の当IC - 高松IC間の開通に伴い[4]、供用開始。開通時は暫定2車線[1][2][3]。
- 1974年（昭和49年）12月5日：粟崎交差点（当時起点）- 当IC間が暫定2車線で開通[1][5][6]。
- 1982年（昭和57年）9月13日：路線名を「能登有料道路」に変更[6][7]、同道路のICとなる。
- 1994年（平成6年）8月11日：当IC - 柳田IC間が4車線化[6]。
- 2004年（平成16年）3月20日：石川県道56号七塚宇ノ気線の高架部（月浦白尾インターチェンジ連絡道路）が開通[8][9]。
- 2005年（平成17年）12月17日：白尾ランプ橋が供用開始[6][10]。
- 2013年（平成25年）3月31日：能登有料道路が無料化されたことに伴い、のと里山海道のICとなる[6]。
- 2014年（平成26年）11月23日：起点（千鳥台交差点） - 当IC間が4車線化[6][11][12]。

## 接続道路
- 石川県道56号七塚宇ノ気線（月浦白尾インターチェンジ連絡道路）

ランプ橋はのと里山海道の穴水方面のみ接続している。

## 周辺
- 白尾海水浴場
- かほく市役所（本庁）
- かほく市立宇ノ気中学校
- かほく市消防本部・かほく市消防署
- イオンモールかほく
- 石川県西田幾多郎記念哲学館
- JR西日本 七尾線 宇野気駅

## 隣
E86 のと里山海道
内灘白帆台IC - 白尾IC - 高松IC
月浦白尾インターチェンジ連絡道路
白尾IC - 白尾西IC